# Ngổ trâu
Ngổ trâu (danh pháp hai phần: Enydra fluctuans Lour.), còn gọi là ngổ đắng, ngổ đất, ngổ thơm, ngổ hương, cúc nước, cần nước, miền Nam gọi là rau ngổ hoặc ngổ cộng, là loài cây thuốc thuộc họ Cúc.

## Đặc điểm
Ngổ trâu mọc dưới nước, sống nổi hoặc ngập nước, phân cành nhiều, có mắt. Lá dài, không cuống, mọc đối hay từng ba cái một; phiến hẹp, nhọn, bìa có răng thưa. Thân dài hàng mét, thân hình trụ nhẵn không lông, phân cành nhiều, có mắt, không lông. Lá ngổ trâu mọc đối, không cuống, phía dưới ôm vào thân, mép có răng cưa, dài khoảng 5 cm, rộng 6–10 mm. Cụm hoa hình đầu, không cuống, hoa mọc ở nách lá, hay ngọn, có màu trắng hoặc lục nhạt; 4 lá bắc hình trái xoan. Toàn hoa ống, hoa ngoài là hoa cái hình thìa lìa, có tràng và chia 3 thùy, hoa trong lưỡng tính, hình ống có tràng hoa xẻ 5 răng. Nhị 5, bao phấn có tai nhọn và ngắn. Bầu hình trụ cong. Quả bế không mào lông.
Ngổ trâu mọc nhiều ở các ao hồ tại Việt Nam. Ngoài ra còn thấy có ở Ấn Độ, Indonesia, Thái Lan, Trung Quốc.
Ngổ trâu dễ bị lẫn với ngổ (Limnophila aromatica) mà miền Nam gọi là ngò om.
So với ngò om, thân ngổ trâu to cao hơn, mùi ít hăng hơn, ít tinh dầu hơn. Ngổ trâu không dùng làm gia vị kèm theo rau mùi, húng quế trong các món canh chua như ngò om mà dùng để xào với thịt bò hay tép, ăn kèm mắm kho, lươn um.

## Y học cổ truyền
Rau ngổ có vị đắng, tính mát, mùi thơm và có các thành phần sau (tính theo %) nước 92,2; protein 1,5; lipid 0,3; collulose 2,0; dẫn xuất không protein 3,8; khoáng toàn phần 0,8. Còn có các caroten, vitamin B và vitamin C. Cây khô chứa tinh dầu 0,2% stigmastero, 0,05% và một lượng nhỏ một chất đắng là enydrin. Có tác dụng thông hoạt trung tiện, tiểu tiện, mát huyết, cầm máu.
Theo Giáo sư Phạm Hoàng Hộ: 
| “ | Ruộng và trồng ở bình nguyên để làm rau. Chứa enhidrin, bổ thần kinh, trị bịnh vì xáo trộn ở mật, trị băng huyết, thổ huyết, xổ, trị ăn khó tiêu, làm tốt da. | ” |